# 日鳽總目
日鳽總目（學名：Eurypygimorphae 或 Phaethontimorphae）這個演化支包括鸏形目（熱帶鳥）和日鳽目（鷺鶴和日鳽），是透過基因組分析從舊用法重新定義。 在2013年，Yuri et al.首先根據核基因分辨出牠們的分類關係。 以往分類學家把熱帶鳥歸在鵜形目，鷺鶴和日鳽則歸在鶴形目，某些遺傳分析會把日鳽類分到一個有爭議、奇怪的演化支Metaves，並擺放在不確定的地位。晚近的分子生物研究則把牠們歸類成日鳽總目，與水鳥類成為鷺形類底下的姊妹群。
依照 Kuhl, H. et al.(2020) 等人研究的分支圖如下：
| 日鳽總目 Eurypygimorphae | \| \| 鸏形目 Phaethontiformes（熱帶鳥） \| \| \| \| \| \| 日鳽目 Eurypygiformes（日鳽和鷺鶴） \| \| \| \| |
|                          | \| \| 鸏形目 Phaethontiformes（熱帶鳥） \| \| \| \| \| \| 日鳽目 Eurypygiformes（日鳽和鷺鶴） \| \| \| \| |
|                          | 鸏形目 Phaethontiformes（熱帶鳥）                                                                         |
|                          | |
|                          | 日鳽目 Eurypygiformes（日鳽和鷺鶴）                                                                       |
|                          | |